# 圖爾卡鄉
46°47′N 21°47′E / 46.783°N 21.783°E
圖爾卡鄉（羅馬尼亞語：Comuna Tulca, Bihor），是羅馬尼亞的鄉份，位於該國西北部，由比霍爾縣負責管轄，面積59平方公里，海拔高度105米，2007年人口2,876，人口密度每平方公里49人。